# Hirmoneura lurida
Hirmoneura lurida är en tvåvingeart som först beskrevs av Camillo Rondani 1868.  Hirmoneura lurida ingår i släktet Hirmoneura och familjen Nemestrinidae. Inga underarter finns listade i Catalogue of Life.